# Теста, Аугусто
| Открытые астероиды: 31 | Открытые астероиды: 31 |
| --- | ---------------------- |
| 7848 Bernasconi [1] | 22 февраля 1996        |
| 8111 Hoepli [2] | 2 апреля 1995          |
| 13777 Cielobuio [1] | 20 октября 1998        |
| (14103) 1997 TC [3] | 1 октября 1997         |
| (17560) 1994 AD3 [4] | 14 января 1994         |
| (17740) 1998 BC19 [5] | 27 января 1998         |
| 18542 Broglio [6] | 29 декабря 1996        |
| 19287 Paronelli [1] | 22 февраля 1996        |
| (22500) 1997 OJ [3] | 26 июля 1997           |
| (24861) 1996 DE1 [5] | 22 февраля 1996        |
| 27855 Giorgilli [6] | 4 января 1995          |
| (29424) 1997 BV4 [7] | 29 января 1997         |
| (31244) 1998 DG11 [3] | 19 февраля 1998        |
| (32941) 1995 UY4 [8] | 24 октября 1995        |
| 33035 Pareschi [1] | 27 сентября 1997       |
| (33049) 1997 UF5 [3] | 25 октября 1997        |
| (37734) 1996 UR3 [2] | 30 октября 1996        |
| (39654) 1995 UP [2] | 19 октября 1995        |
| 43993 Mariola [3] | 26 июля 1997           |
| (48841) 1998 BB19 [5] | 27 января 1998         |
| (69573) 1998 BQ26 [3] | 28 января 1998         |
| (79472) 1998 AX4 [7] | 6 января 1998          |
| (79847) 1998 XY2 [6] | 7 декабря 1998         |
| (85433) 1997 CJ22 [1] | 13 февраля 1997        |
| (97356) 2000 AY27 [7] | 5 января 2000          |
| (100711) 1998 BD19 [5] | 27 января 1998         |
| (120679) 1997 BW4 [7] | 29 января 1997         |
| (185688) 1997 CC6 [1] | 6 февраля 1997         |
| (185733) 1998 WW30 [1] | 28 ноября 1998         |
| (219091) 1998 RF3 [3] | 15 сентября 1998       |
| (282034) 1995 UO [2] | 19 октября 1995        |
| 1. совместно с Марко Каванья 2. совместно с Вальтер Джульяни 3. совместно с Пьеро Сиколи 4. совместно с C. Gualdoni 5. совместно с Пьеранджело Гецци 6. совместно с Францеско Манка 7. совместно с Паоло Кьявенна 8. совместно с Грациано Вентре |                        |

Аугу́сто Те́ста (итал. Augusto Testa; 1950) — итальянский астроном и первооткрыватель астероидов, который работает в обсерватории Сормано. В период с 1994 по 2000 год совместно с другими итальянскими астрономами им был обнаружен в общей сложности 31 астероид. За последние несколько лет он разработал целый ряд программ, предназначенных для наблюдения малых планет, получивших широкое распространение среди итальянских астрономов-любителей.
В знак признания его заслуг одному из астероидов было присвоено его имя (11667) Теста.